# Ophrys bilunulata
Ophrys bilunulata is een Europese orchidee. De soort behoort tot de 'bruine ophryssen' van de Ophrys fusca-groep. Het is een vrij felgekleurde spiegelorchis, gekenmerkt door een roodbruine bloemlip met duidelijke gele rand en blauw centrum, dat door een longitudinale groef in twee verdeeld is.
Het is een soort van de westelijke Middellandse Zeegebied.

## Naamgeving enetymologie
- Synoniem: Ophrys fusca subsp. bilinulata (Risso) Kreutz.
- Frans: Ophrys à deux lunules

De botanische naam Ophrys stamt uit het Oudgrieks en betekent 'wenkbrauw', wat zou moeten slaan op de behaarde lip. De naam wordt reeds gebruikt door Plinius de oudere (23-79 v.Chr.) in zijn Naturalis Historia, alhoewel hij er waarschijnlijk een andere plant mee aanduidde. De soortaanduiding bilunulata is afkomstig van het Latijnse 'bi' (twee) en 'lunula' (halve maan), en slaat op de twee halve-maanvormige vlekken van het speculum.

## Kenmerken

### Habitus
Ophrys bilunulata is een overblijvende, niet-winterharde geofyt. Het is een kleine (maximaal 40 cm), vrij robuuste plant met drie tot zes middelgrote tot grote, vrij felgekleurde, groen-bruin-geel-blauwe bloemen in een korte, dichtbebloemde aar.

### Bloemen
De bloemen zijn vrij groot, met lichtgroene kelkbladen waarvan het bovenste als een afdakje over het gynostemium gebogen is. De bovenste kroonbladen zijn kleiner, smaller en eveneens groen.
De lip is veel groter dan de andere bloembladen (tot 15 mm lang), staat bijna tot volledig horizontaal, met weinig teruggeslagen randen, is drielobbig en roodbruin fluweelachtig behaard met lichtere, bijna rode vlekken. De middenlob heeft aan de basis een opvallende longitudinale groef, die maar net tot in het centrale gedeelte loopt, en is aan de top licht V-vormig gespleten. Het speculum bestaat uit twee halve-maanvormige delen en is grijsblauw gekleurd, met rode vlekken en stippen en helblauwe randen naar de top van de lip. De lip heeft een smalle maar duidelijke gele rand. De kleine zijlobben liggen dicht tegen de middenlob aan. Er is geen aanhangsel.
De bloeitijd is van einde maart tot mei.

## Voortplanting
Ophrys bilunulata wordt bestoven door zandbijen uit het geslacht Andrena, zoals Andrena flavipes.
Voor details van de voortplanting, zie spiegelorchis.

## Habitat
Ophrys bilunulata geeft de voorkeur aan kalkrijke, droge bodems op zonnige of halfbeschaduwde tot beschaduwde plaatsen, zoals kalkgraslanden, garrigues, lichte naaldbossen en olijfboomgaarden. In middelgebergtes komt de soort voor tot op hoogtes van 1500 m.

## Verspreiding en voorkomen
Ophrys bilunulata is een soort van het westelijk Middellands Zeegebied, van het zuiden van het Iberisch Schiereiland tot in Italië. Ze is vrij algemeen verspreid en kan plaatselijk abundant zijn.
In Frankrijk komt ze enkel voor langs de Middellandse Zeekust, van Languedoc-Roussillon tot Alpes-Maritimes.

## Verwantschap en gelijkende soorten
Ophrys bilunulata wordt samen met een aantal sterk gelijkende soorten met bruine bloemen tot een groep binnen het geslacht Ophrys, sectie Pseudophrys gerekend, de groep Ophrys fusca of Ophrys obaesa. Andere taxonomen beschouwen deze soorten als ondersoorten van Ophrys fusca.
O. bilunulata kan van de andere soorten van deze groep onderscheiden worden door de bloemlip die vrijwel horizontaal staat, de vrij vlakke bloemen zonder teruggeslagen randen, die daardoor ook groter lijken, de duidelijke gele rand van de lip en het speculum met veel blauw.
Buiten deze soorten is er door de opvallende longitudinale groef in de lip nauwelijks verwarring met andere orchideeën mogelijk.